# Tihuatlán (kommun i Mexiko)
Tihuatlán är en kommun i Mexiko.   Den ligger i delstaten Veracruz, i den sydöstra delen av landet, 210 km nordost om huvudstaden Mexico City. Antalet invånare är 80 923. Arean är 828 kvadratkilometer.
Terrängen i Tihuatlán är platt åt nordost, men åt sydväst är den kuperad.
Följande samhällen finns i Tihuatlán:
- Tihuatlán
- Ricardo Flores Magón
- La Isla (La Isla (Kilómetro 10))
- Rancho Nuevo
- El Copal
- Poza Azul de los Reyes
- Enrique Rodríguez Cano
- Jiliapa Segundo
- Huizotate
- El Palmar
- El Oriente
- Sebastián Lerdo de Tejada
- Lindero
- Chichicuastla
- Xocotla
- Mamey
- José María Cardel
- Agua Fría
- Papatlarillo
- Las Palmas
- Kilómetro Siete
- Cerro de Buenavista
- Francisco I. Madero
- Santa Fe
- El Horcón
- Zipatlán
- La Vega
- La Estrella
- Fernando Gutiérrez Barrios
- La Reforma
- Cinco de Mayo
- Pueblo Viejo
- Tumbadero
- Rancho Alegre
- Kilómetro Nueve
- Casa Amarilla
- Sector la Ceiba
- La Esfera
- Ojo de Agua
- El Veladero
- Las Piedras
- Sector los Pajaritos
- La Pedrera
- Los Pinos
- Palma Alta